# Пейпсияэре (волость, 2017)
Пе́йпсияэре (эст. Peipsiääre vald) — волость в Эстонии, в составе уезда Тартумаа. Образована  в 2017 году. Административный центр — посёлок Алатскиви. Её исторической предшественницей является волость Пейпсияэре, созданная в 1939 году, в период Первой Эстонской республики.

## География
Волость расположена на востоке Эстонии, на низменности между Чудским озером и Вооремаа. Длина прибрежной полосы составляет около 40 км. Почти половина внесённых в земельный кадастр угодий (49 % или около 32 000 га ) — это леса, и треть (24 % или около 16 000 га) — возделываемая земля. Природные луга составляют 7 %  от территории волости.
Через волость протекает 11 рек, в том числе Эмайыги, которая в деревне Праага впадает в Чудское озеро. На территории волости находятся 11 природных озёр и 10 заливных и искусственных озёр. Природные ископаемые: торф и песок.
В городе Калласте, на западном берегу Чудского озера, находится примечательное песчаниковое обнажение длиной около 200 метров, где открывается розовато-желтоватый и красно-коричневый, с белыми вкраплениями слоистый мелкозернистый песчаник девонского периода. Охраняется государством.
На территории волости полностью или частично находятся два природных парка — Алатскиви и Кяэпа, 5 заповедников — Падакырве, Пейпсивеэре, Пяхклисааре, Тяхемаа и Вялги, 3 природоохранных области, 2 охраняемых государством парка,  15 единичных природоохранных объектов. Доля охраняемой земли составляет 7,6 % от общей площади волости, что значительно больше средней по Эстонии (4,4 %).
Площадь волости — 649,91 км², плотность населения на 1 января 2024 года составила 6,7 чел/км².

## История
Волость Пейпсияэре была образована 23 октября 2017 года в результате административно-территориальной реформы путём объединения волостей Алатскиви, Пала, Вара, Пейпсияэре и города Калласте. Административный центр волости — посёлок Алатскиви.
Историческое русское название волости во времена Российской империи — Причудская волость.
Волость Пейпсияэре исторически является очень своеобразным регионом: здесь переплелись три культурных пространства — русское старообрядчество, немецко-балтийская мызная культура и культура эстонского крестьянства. Это нашло отражение и в архитектуре: здесь есть как лютеранские и православные церкви, так и молитвенные дома староверов.
На территории волости находятся 347 памятников искусства (в основном иконы в церквях), 37 памятников архитектуры, 47 памятников археологии и 26 памятников истории.

## Символика
Герб: в нижней части закруглённого  золотистого щита изображена  синяя надвратная башня замка, в верхней части с волнистым горизонтальным разрезом — серебристая рыба на синем фоне. При необходимости золотой цвет меняется на жёлтый, серебристый — на белый.

Флаг: на жёлтом полотнище синяя надвратная башня, в левой части — отделённая волнистой линией синяя полоса.
Надвратная башня символизирует замок Алатскиви и безопасность. Серебристая рыба изображает чудскую корюшку, синяя волнистая полоса символизирует Чудское озеро. Символика утверждена на заседании волостного совета 18 апреля 2018 года.

## Населённые пункты
В составе волости Пейпсияэре 1 город, 4 посёлка и 84 деревни.
Город: Калласте.

Посёлки: Алатскиви, Варнья, Казепяэ, Колкья.

Деревни: Алайыэ, Аласоо, Ассиквере, Ванауссайа, Вара, Веа, Виртсу, Вяльги, Вяльякюла, Кадрина, Каргая, Кауда, Керессааре, Кесклахе, Киртси, Кодавере, Коканурга, Кокора, Кооза, Коозалаане, Кунингвере, Кусма, Куузику, Кыдеси, Лахе, Лахепера, Линалео, Люмати, Матьяма, Меома, Метсакиви, Метсанурга, Моку, Мустаметса, Наэлавере, Нина, Ныва, Оргемяэ, Падакырве, Пала, Папиару, Пасси, Пеатскиви, Пераметса, Пийбумяэ, Пийриварбе, Пилпакюла, Праага, Пуниквере, Пуси, Пыдра, Пылдмаа, Пыргу, Пяйкси, Раатвере, Ранна, Рехеметса, Рийдма, Ронисоо, Роотсикюла, Рупси, Сабури, Саваствере, Савиметса, Савка, Сассуквере, Селгизе, Сипельга, Соокалдусе, Судемяэ, Сыыру, Сяргла, Сяэритса, Тагумаа, Тедрекюла, Торила, Торукюла, Тырувере, Тяхемаа, Унди, Хаавакиви, Хаапсипеа, Этенийди, Ятте.

## Демография по данным Регистра народонаселения
По данным Регистра народонаселения, который ведёт Министерство внутренних дел Эстонии, в начале 2018 года в волости проживали 5676 человек или около 10 % от общей численности населения уезда Тартумаа, из них 2767  женщин и 2909 мужчин. За период 2003—2018 годов число жителей волости неуклонно снижалось, в среднем на 1,5 % в год. Это снижение происходило во всех возрастных группах, но особенно сильно в группе детей в возрасте от 7 до 18 лет (на 51 %).
Естественный прирост населения в волости негативный. За период 2013—2017 годов в среднем в год рождалось 45 детей и умирали 100 человек. Уменьшение численности населения ускоряет также отрицательный миграционный прирост. За вышеупомянутый период волость в год в среднем покидали 48 жителей.

## Данные Департамента статистики
Данные Департамента статистики Эстонии о волости Пейпсияэре:
Число жителей на 1 января каждого года:
| Год  | 2015 | 2016   | 2017   | 2018   | 2019   | 2020   | 2021   | 2022   | 2023   | 2024   |
| ---- | ---- | ------ | ------ | ------ | ------ | ------ | ------ | ------ | ------ | ------ |
| Чел. | 5792 | ↘ 5682 | ↘ 5573 | ↘ 5506 | ↘ 5458 | ↘ 5373 | ↘ 5331 | ↘ 5108 | ↘ 5059 | ↘ 5036 |

Число рождений (живорождённых):
| Год  | 2015 | 2016 | 2017 | 2018 | 2019 | 2020 | 2021 | 2022 | 2023 |
| ---- | ---- | ---- | ---- | ---- | ---- | ---- | ---- | ---- | ---- |
| Чел. | 41   | ↗ 49 | ↘ 44 | ↘ 42 | ↗ 47 | ↗ 56 | ↘ 47 | ↘ 39 | ↗ 45 |

Число умерших:
| Год  | 2015 | 2016  | 2017 | 2018 | 2019 | 2020 | 2021 | 2022  | 2023 |
| ---- | ---- | ----- | ---- | ---- | ---- | ---- | ---- | ----- | ---- |
| Чел. | 93   | ↗ 108 | ↘ 88 | ↗ 90 | ↗ 93 | ↘ 87 | ↗ 96 | ↗ 106 | ↘ 91 |

Зарегистрированные безработные*:
| Год  | 2015 | 2016 | 2017 | 2018 | 2019 | 2020 | 2021 | 2022 | 2023 |
| ---- | ---- | ---- | ---- | ---- | ---- | ---- | ---- | ---- | ---- |
| Чел. | 100  | 88   | 143  | 158  | 149  | 160  | 213  | 173  | 244  |

*2015—2019 годы — среднегодовое число, с 2020 года — на 1 января.
Средняя брутто-зарплата работника:
| Год  | 2015 | 2016  | 2017  | 2018   | 2019   | 2020   | 2021   | 2022   |
| ---- | ---- | ----- | ----- | ------ | ------ | ------ | ------ | ------ |
| Евро | 851  | ↗ 922 | ↗ 972 | ↗ 1042 | ↗ 1111 | ↗ 1160 | ↗ 1227 | ↗ 1297 |

В 2019 году волость Пейпсияэре занимала 64 место по величине средней брутто-зарплаты работника среди 79 муниципалитетов Эстонии.
Число учеников в школах:
| Год  | 2015 | 2016  | 2017  | 2018  | 2019  | 2020  | 2021  | 2022  | 2023  | 2024  |
| ---- | ---- | ----- | ----- | ----- | ----- | ----- | ----- | ----- | ----- | ----- |
| Чел. | 469  | ↘ 463 | ↘ 443 | ↘ 419 | ↗ 424 | ↘ 400 | ↘ 368 | ↗ 376 | ↗ 386 | ↗ 407 |

## Инфраструктура

### Образование
В волости три детских сада и три основных школы-детсада. Основное образование можно получить в пяти учебных учреждениях.

### Медицина и социальное обеспечение
Первичные медицинские услуги оказывает Центр здоровья в Алатскиви, где пять дней в неделю пациентов принимают семейный врач и медсестра. Жители волости могут также зарегистрироваться в список семейного врача в посёлке Вынну волости Каркси. Работает один стоматолог и одна аптека. Врачи-специалисты принимают в Тарту. Услуги по уходу и услуги социального обеспечения оказывает Центр по уходу «Пейпсивеэре» (SA Peipsiveere Hooldusravikeskus).
Дневной центр Вяльги оказывает социальные и бытовые услуги (прачечная, парикмахер, пользование компьютером, измерение кровяного давления, социальное консультирование, социальный транспорт к семейному врачу и пр.), а также организует проведение культурных и спортивных мероприятий для пожилых людей и лиц с особыми потребностями из деревень Мустаметса, Вяльги, Сяргла и Селгизе.

### Культура, досуг и спорт
В волости работает 11 региональных библиотек, объединённых в единое учреждение — Центральная библиотека волости Пейпсияэре (Peipsiääre Valla Keskraamatukogu).
В Алатскиви работает Школа искусств, имеющая три отделения: музыкальное (рояль, скрипка, гитара, флейта, пение, ударные музыкальные инструменты), танцевальное (народный танец, поп-танец) и художественное. По состоянию на 1 октября 2015 году в школе обучалось 80 учеников. В Вара работает кружок народного танца для взрослых Kiljak. Сельские общества действуют в Вяльги, Варнья, Кооза, Кокора, Ассиквере; в Алатскиви действует Общество сельских женщин (Alatskivi Maanaiste Selts); Народные дома работают в Колькья, Кооза, Пала, Ранна, Вара.
В Вара и Алатскиви работают Молодёжные центры, в Кооза — Молодёжный клуб. В волости есть охотничье общество.
Спортивные объекты волости: футбольный стадион Калласте, спортзал школы Калласте, спортзал и стадион школы Алатскиви, спортхолл «Vara Sport» и др.
В Калласте работают аэроклуб «Alex & Alesx Aeroklub» и футбольный клуб «FC Peipsi». Спортклуб «Juku» в Алатскиви организует тренировки по игре indiaca для молодёжи.
11 раз в год выходит волостная газета «Peipsiääre Teataja», которую можно бесплатно взять в здании волостной управы, волостных центрах обслуживания, магазинах, библиотеках и на заправках, а также прочитать на сайте волостной управы.

### Транспорт
Жителей волости обслуживают 3 уездных автобусных маршрута: 747 (Пийбумяэ—Калласте—Алатскиви—Кооса—Тарту) , 816 (Тарту—Кавасту—Кооза—Алатскиви—Кокора—Мяйке—Ныва) и 817 (Ныва—Мяйке—Кокора—Алатскиви—Кооза—Кавасту—Тарту).

### Жилая среда
Жилой фонд волости в 2018 году насчитывал 3320 частных домов и 91 многоквартирный дом. Больше всего частных домов в посёлке Алатскиви.
Отопление зданий в волости базируется на локальных котельных и индивидуальном отоплении, при этом запрещено применять тяжёлые топливные масла и каменный уголь. В крупных населённых пунктах есть центральное водоснабжение и канализация; другие хозяйства имеют личные колодцы. Проблем с телефонной связью и телекоммуникациями нет.
В октябре 2018 года была принята совместная программа волостей Йыгева, Муствеэ и Пейпсияэре на 2018—2023 годы, предусматривающая планирование, организацию и развитие утилизации отходов, а также необходимые для этого инвестиции, исходя из принципов экономичного производства и потребления.
В волости служат 2 региональных полицейских и 1 полицейский по работе с молодёжью. Работает отделение Общества защиты детей.
По данным эстонской полиции в 2015 году в регионе тогдашней волости Пейпсияэре уровень преступности был одним из самых высоких в Эстонии, а в волостях Алатскиви и Вара, а также в городе Калласте — одним из самых низких.
В городе Калласте и деревне Кооза работают общественные бани (цена билета для взрослого соответственно 3,20 евро за 1 час и 2 евро, детям до 7 лет бесплатно).

## Экономика
Основными видами деятельности в волости является рыболовство и лесозаготовка. На территории волости также есть несколько промпарков.
Крупнейшие работодатели волости по состоянию на 31 декабря 2019 года:
| Предприятие/организация          | Вид деятельности                                                          | Численность работников |
| -------------------------------- | ------------------------------------------------------------------------- | ---------------------- |
| Peipsiääre Vallavalitsus         | Волостная управа, орган государственного управления                       | 125                    |
| Kallaste Kalur OÜ                | Рыболовство; переработка и консервирование рыбы, ракообразных и моллюсков | 41                     |
| Peipsiveere Hooldusravikeskus SA | Деятельность учреждений, предоставляющих уход                             | 35                     |
| Kallaste lasteaed-põhikool       | Основная школа-детсад                                                     | 29                     |
| Vara põhikool                    | Основная школа                                                            | 25                     |
| Kolkla lasteaed-põhikool         | Основная школа-детсад                                                     | 20                     |
| Alatskivi lasteaed               | Детский сад                                                               | 19                     |
| Peipsi Kalamees AS               | Лесоводство; рыболовство                                                  | 10                     |

## Достопримечательности
Памятники культуры:
- церковь Алатскиви — одна из примечательных деревенских церквей Эстонии в неороманском стиле; основное здание было построено в 1812 году, в 1866 году были добавлены хоры и поперечный придел, в 1890 году была возведён четырёхугольный западный ризалит;
- церковь Архангела Михаила в Кодавере, построена в 1775—1777 годах;
- церковь Святой Бригитты в деревне Вара, впервые упомянута в 1669 году, к концу XIX века старая деревянная церковь была разрушена и в 1854—1855 годах по инициативе графа Сиверса была построена нынешняя каменная церковь;
- храм Покрова Святой Богородицы в деревне Нина, построен в 1824—1828 годах по проекту псковского архитектора Якобсона; иконостас был перевезён из упраздненной церкви деревни Сенчицы Псковской епархии;
- мыза Алацкиви (Алатскиви);
- охотничья мыза Сабури (Рупси), построена примерно в 1900 году бароном фон Нолькеном. Пример мызной архитектуры Эстонии начала 20-го столетия, где полностью сохранились первоначальный облик, расположение помещений, элементы и детали внутреннего декора.

Другие достопримечательности:
- молитвенный дом староверов Суур-Колкья;
- молитвенный дом староверов Вяйке-Колкья;
- молитвенный дом староверов Казепяэ;
- молитвенный дом староверов Варнья;
- музей староверов Колкья, где можно увидеть традиционную одежду староверов, предметы обихода, рукоделие, инструменты, фотографии, книги и др.[34];
- музей Лийви, где есть возможность ознакомиться с родным хутором писателей Юхана Лийва и Якоба Лийва[эст.] и посетить постоянную выставку «Если бы я был поэтом»[35];
- гостевой центр Причудья, находится в исконно русской рядной деревне староверов Колькья. Здесь можно принять участие в мастер-классах (печать на ткани, кручение верёвок, орнаментика металла, плетение филейных кружев, каллиграфия, создание кукол-оберегов, работа в кузнице); купить причудские товары ручной работы и сувениры эстонской ручной работы; посетить выставки и Музей цикория в художественной галерее Причудья[36].

Вдоль побережья Чудского озера проходит так называемый «Луковый путь» — богатый культурой регион, населённый как эстонцами, так и русскими, где, кроме прочего, традиционно выращивают знаменитый в Эстонии чудской лук. На Луковом пути можно посетить различные ремесленные мастерские, поучаствовать в мастер-классах по приготовлению блюд из местных продуктов, пожить в многочисленных лагерях, поучиться снимать фильмы, пойти в поход по источникам местных легенд, поиграть в диск-гольф, покататься по Чудскому озеру на байдарке, скутерах или под парусом.

## Галерея
- Посёлок Варнья
- Охотничья мыза Сабури (Рупси)
- Музей староверов в Колкья
- Продажа местных сельхозпродуктов на «Луковом пути»

## Комментарии
1. ↑  Эстонские топонимы, оканчивающиеся на -а, в русском языке не склоняются[7], а род получают по родовому слову, например, деревне присваивается женский род, хотя в эстонском языке нет категории рода.